# Jessicah Schipper
Jessicah Lee Schipper (Brisbane, 19 de noviembre de 1986) es una nadadora australiana especializada en pruebas de estilo mariposa, donde consiguió ser medallista de bronce olímpica en 2008 en los 100 metros y 200 metros.

## Carrera deportiva
En los Juegos Olímpicos de Pekín 2008 ganó la medalla de bronce en los 100 metros, con un tiempo de 57.25 segundos, tras su paisana australiana Lisbeth Trickett y la estadounidense Christine Magnuson; y también ganó el bronce en los 200 metros mariposa, con un tiempo de 2:06.26 segundos, tras las china Liu Zige y Jiao Liuyang. También ganó el oro junto a su equipo en los relevos 4 x 100 metros estilos, con un tiempo de 3:52.69 segundos que fue récord del mundo, por delante de Estados Unidos y China.